# Хван Джіні
Хван Джіні (кор. 황진이; 1506—1567), також відома як Мьонгволь («яскравий місяць», 명월) — одна з найвідоміших кісен династії Чосон. Вона жила під час правління короля Чунджона. Вирізнялась надзвичайною красою, дотепністю, рішучістю і наполегливістю. Вона стала легендарною постаттю сучасної Кореї, про неї пишуть романи, опери, знімають фільми і телесеріали.
Її ім'ям названо кратер на Венері.

## Життєпис
Хван народилася близько 1506 року в родині сина політика, Хван Джін Са (황진사), та жінки на ім'я Джін Хьон Ким (진현금), яка була або кісен, або мала статус чонмін (найнижча каста у династичній Кореї).
Вона була відома своєю красою та зухвалою вдачею. Коли Хван Джіні подорослішала, багато чоловіків захотіли з нею одружитися. За переказами, одного разу труна, що проїжджала повз її будинок, раптово зупинилася і відмовилася рушати далі, аби тільки послухати, як Хван Джіні читає свою поезію. Тоді поетеса вибігла на вулицю, зняла верхню спідницю зі свого ханбока, накрила нею труну, і лише тоді домовина знову рушила. Кажуть, що в труні було тіло коханого Хван Джіні, який був народжений у багатій сім'ї, але через її походження вони не змогли одружитися, і чоловік помер від розбитого серця. Після того, як вона втратила коханого у віці 15 років, вона вирішила стати кісен.
Жінки за часів династії Чосон були обмежені в правах і вважалися майном. Вони не могли вийти заміж за бажанням, а дочка, народжена поза шлюбом, вважалася недоторканною. Хван Джіні відмовилася слідувати встановленим для жінок соціальним нормам і обрала життя кісен, що дало їй свободу вивчати не лише танці та музику, а й мистецтво, літературу та поезію — теми, яких зазвичай не викладали молодим жінкам у той час.
Краса Хван Джіні була відома на всьому Корейському півострові. Вона була розумною, дотепною та творчою особистістю. Багато чоловіків, як вищих, так і нижчих класів, приїжджали звідусіль, щоб побачити її та її виступи. Як і багато інших кісен того часу, вона просила чоловіків, які приходили до неї, відгадати загадку, і лише ті, хто спромігся це зробити, могли поспілкуватися з нею. Пізніше ця загадка стане відомою як «Джоміріґу Ідубульчуль» (점일이구 이두불출/點 一 二 口 牛 頭 不出). Згідно з легендою, вона створила таку складну загадку, щоб зустріти чоловіка, такого ж розумного, як і вона. Єдиним, хто зумів розгадати загадку Хван Джіні, був янбан на ім'я Со Ґьон Док.

### Життя кісен
Кісен були жінками-артистками в патріархальному суспільстві, історія яких сягає часів правління династії Сілла. Кісен ставали в ранньому віці. Їх навчали поезії, музиці та танцям. Хоча кісен були освіченішими, ніж жінки в той час, вони все ще вважалися найнижчим соціальним класом, чонмін, оскільки їхня діяльність була близькою до проституції. Кісен зазвичай розважали чоловіків з вищого соціального класу — янбан, влаштовували для них вистави, зокрема, співали вірші сіджо і танцювали.

## Творчість
За життя Хван Джіні написала кілька віршів, багато з яких добре відомі і досі вивчаються в корейських школах. З її творів, що залишилися, є 7 поезій написаних китайськими ієрогліфами та 6 сіджо.

### Загадка Хван Джіні
Її найвідомішою письмовою роботою є «Джоміріґу Ідубульчуль» (점일이구 이두불출/點一 二 口 牛 頭 不出). Відповідь на загадку міститься в назві. Перша частина «Джоміріґу» (점일이구/點 一 二 口) утворює китайський ієрогліф, що означає усне слово (言), а друга частина «Ідубульчуль»(이두불출/ 牛 頭 不出) формує китайський ієрогліф день (午). Коли ви поєднуєте обидва слова разом, це створює китайський ієрогліф, що означає згоду (許). Причина в тому, що той, хто розгадає загадку, зможе увійти в її дім і розділить з нею ліжко.

### Сіджо
До сьогодні збереглося лише кілька творів сіджо (корейська віршована форма) та комунґо. У своїх сіджо Хван часто описує красу та визначні місця Кесона (такі як палац Манвольде та водоспад Пакьон у горах Ахобірьон), трагічне кохання. Її сіджо вважаються найкрасивішими з усіх коли-небудь написаних.

У наступному вірші термін «коханий» (어론님), який Хван використовує для позначення свого коханця, має два значення, натякаючи як на її коханого, так і на людину, яка замерзла від зимового холоду. Словосполучення « замерзле кохання» може допомогти проілюструвати цю двозначність у перекладі.
Я розділю цю довгу листопадову ніч
і виток за витком
покладу під теплу весняну ковдру
і моток за мотком
коли повернеться моє замерзле кохання.

Я розгорну його до ночі.

У наступній поезії «Повний місяць» обігрується її псевдонім — Мьонгволь (дослівно «яскравий місяць»; 명월). Поема була написана для чоловіка, відомого своєю шляхетністю, Бьок Кє Су, якого Хван спокусила. «Зелена вода» — це гра слів на ім'я Бьока (벽계수 碧溪水).
Зелена вода, не вихваляйся
що з синіх гір течеш швидко.
Важко повернутися назад
коли досягнеш синього моря.

Повний місяць прикрашає ці тихі пагорби: Чи не хочеш трохи відпочити?

### Блакитний струмок
«Блакитний струмок» — це вірш, сповнений метафор, зображень різних аспектів життя поетеси. У вірші використано блискучу метафору: «Блакитний струмок», який символізує коханого Хван Джіні, чоловіка на ім'я Лі Чанґон, також відомого як Бьок Кє Су та Лі Джонгсук. У першому рядку вона просить Лі Чанґона не проходити повз неї, вона представляє себе як гору, а його — як потік. Як тільки потік, Лі Чанґон, досягне моря, він не повернеться назад. Слово «місячне сяйво» у третьому рядку — це кісен-ім'я Хван Джіні «Мьонгволь». Як кісен, її життя обмежене рамками найнижчого соціального класу — чонмін. Цей вірш уособлює тугу та кохання, а також її неприховані емоції, пов'язані з небажанням розлучатися з коханим. Кар'єра Хван Джіні як кісен може ускладнитися, якщо вона закохається в клієнта, і цей вірш репрезентує складну емоційну ситуацію, в якій кісен перебували в той час. Вони мали більше привілеїв, ніж звичайні жінки в тогочасному суспільстві, оскільки мали свободу читати чи писати поезію, вивчати музику. Однак кісен не могли стати повноправними членами суспільства.

## У масовій культурі

### Кіно і телебачення
- Лі Мі Сук у серіалі «Хван Джіні» 1982 року на телеканалі MBC
- Чан Мі Хі у фільмі «Хван Джіні» 1986 року
- Ха Джі Вон та Сім Ин Кьон у серіалі «Хван Джіні» 2006 року на каналі KBS2.[7]
- Сон Хє Кьо та Кім Ю Чон у фільмі «Хван Джіні» 2007 року.[8][9]
- Квон На Ра в телесеріалі KBS2 2020 року «Королівський секретний агент».[10]
- ХоСо Терра Тома у 2021 році в четвертому сезоні американського серіалу «Драгула братів Буле»(The Boulet Brothers' Dragula)[11]